# Clorfenesina
Clorfenesina (carbamato) é um fármaco utilizado como relaxante muscular de ação central, utilizado na dor e espasmo muscular.